# Guo Shoujing

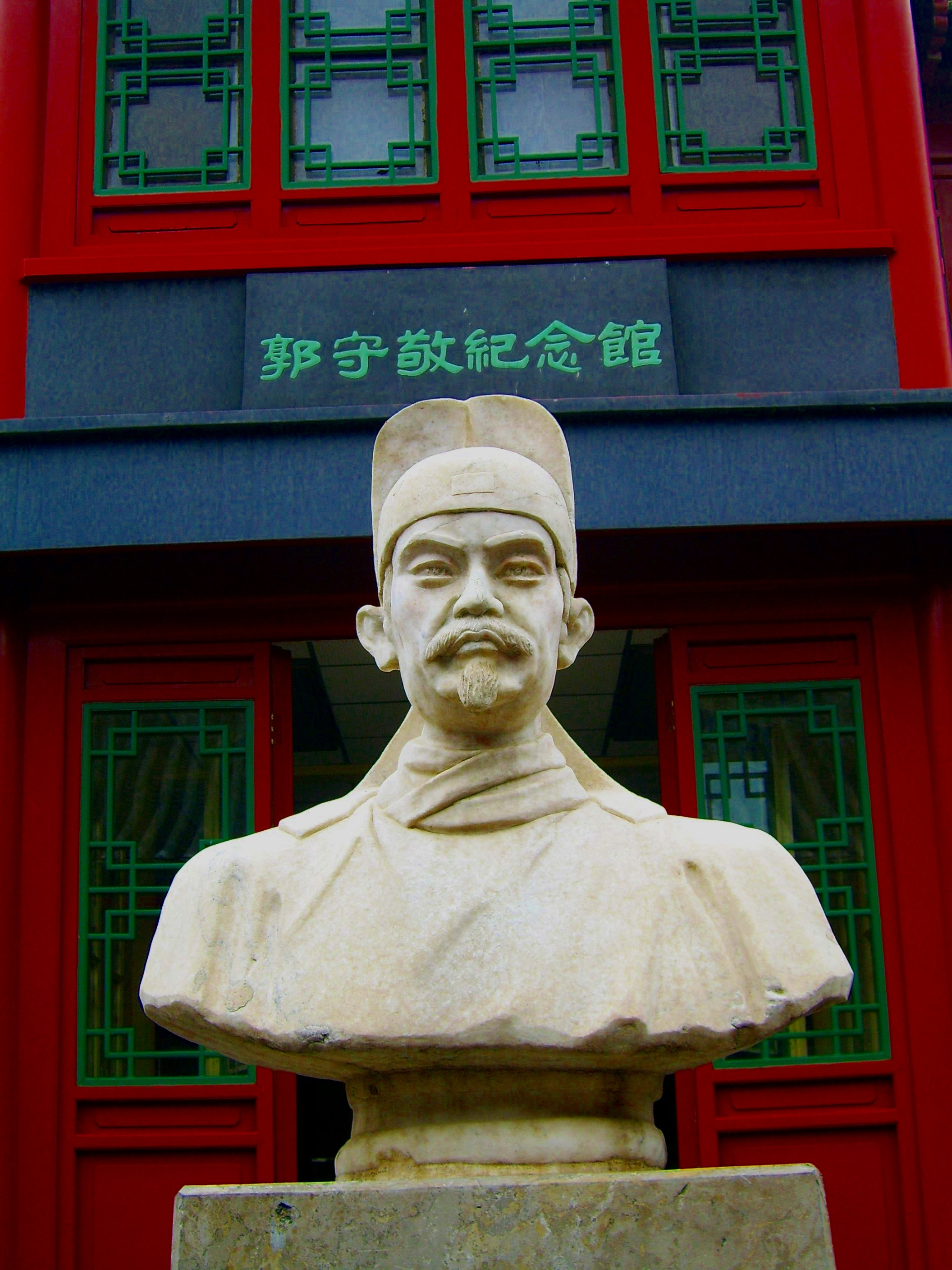
Büste Guo Shoujings

Guo Shoujing (chinesisch: 郭守敬; Pinyin: Guō Shǒujìng; Wade-Giles: Kuo Shou-ching) (* 1231 in Xingtai; † 1316) war ein chinesischer Wasserbauingenieur, Astronom und Mathematiker.

## Leben
Er wurde nach dem frühen Tod seines Vaters vom Großvater Guo Yong aufgezogen, einem Gelehrten, gebildet in Themen wie den konfuzianischen Klassikern, der Mathematik und der Hydraulik. Das Kind entwickelte schnell eine ungewöhnliche Begabung. Als der Beamte und Gelehrte Liu Bingzhong (1216–1274) 1246 nach Xingtai kam und dabei eine Reihe von Geistesgrößen (u. a. Zhang Wenqian) um sich versammelte, nutzte Guo Yong die Gelegenheit und ließ seinen Enkel bei Liu Bingzhong studieren (ca. 1246–49). Im Alter von 20 plante Guo Shoujing die erfolgreiche Rekonstruktion einer (weggeschwemmten) Steinbrücke über den Dahuoquan und stellte damit den lokalen Beamten sein Talent unter Beweis (1251).
Im Juni 1260 erhielt er im Gefolge Zhang Wenqians die Möglichkeit, die Bewässerungssysteme diverser Distrikte kennenzulernen. Parallel dazu konstruierte und verbesserte er einige astronomische Instrumente, woraufhin der beeindruckte Zhang Wenqian eine Audienz mit dem Herrscher Kubilai Khan arrangierte. Diesem unterbreitete er sechs konkrete Vorschläge zur Verbesserung der Wasserwirtschaft in Nordchina und erhielt sofort einen Posten in der Wasserverwaltung, in der er dann sukzessive immer weiter aufstieg. 1271 bekam er als „Direktor“ die Aufsicht über den Wasserbau, das komplexe Problem der Flussregulierung und Bewässerung in China.
Neben anderen Projekten baute er den nördlichsten Abschnitt des Kaiserkanals, den Tonghui-Kanal (80 km lang), welcher der Versorgung der Hauptstadt Peking (damals: Dadu bzw. Khan-balyq) mit Getreide aus dem Süden diente. Der Kaiserkanal musste damals neu trassiert und bis zur Hauptstadt verlängert werden. Die alte Route war für die neuen Erfordernisse zu lang und längst nicht mehr ausreichend schiffbar gewesen. Ein anderes Projekt war der Kunming-See, welcher der Wasserversorgung der Hauptstadt diente.
Sein zweites Betätigungsfeld war die Astronomie, zusammen mit seinem Kollegen Wang Xun (Wang Hsun). Der Khan hatte den persischen Astronomen und Geographen Jamal ad-Din († um 1301) nach China eingeladen. Er kam 1267, brachte astronomische Geräte und einen neuen, besseren Kalender mit, den „Wan nien li“-Kalender. Daraufhin gründete der Khan ein Institut für muslimische Astronomie, um persische und arabische Astronomen anzuziehen, und gab den Wissenschaftlern einen höheren Status in der Gesellschaft. 1276 wurde Guo Shoujing mit einer Kalenderreform beauftragt. Zur Ermittlung besserer Daten über den Lauf der Sonne (heute würden wir sagen, des Erdorbits) errichtete er das Gaocheng-Observatorium. Er entwickelte aufgrund der persischen Erkenntnisse bis 1280 einen neuen Kalender, den Shou shih li (授時曆), der mit kleinen Änderungen 364 Jahre, d. h. noch die Ming-Zeit hindurch benutzt wurde. Die Jahreslänge in diesem Kalender von 365,2425 Tagen entsprach dem Gregorianischen Kalender vom Ende des 16. Jh. Guo Shoujing konstruierte auch astronomische Instrumente, die von einem Nepalesen namens Arniko zusammengebaut und 500 Jahre benutzt wurden.
Ferner zählt er neben Zhu Shijie, dem Verfasser zweier mathematischer Werke (1299/1303), auch unter die großen Mathematiker seiner Zeit.
Die Internationale Astronomische Union ehrte ihn mit der Benennung des Asteroiden (2012) Guo Shou-Jing und des Mondkraters Kuo Shou Ching.